# Constanza (Santa Fé)
Constanza (Santa Fé) é uma comuna da província de Santa Fé, na Argentina.